# Лоран Віаль
Лоран Віаль (9 вересня 1959) — швейцарський велогонщик.
Срібний призер Олімпійських Ігор 1984 року в роздільній командній гонці.